# テリア (たばこ)
テリア（TEREA）は、フィリップ・モリス製の加熱式たばこであるIQOS ILUMA用のヒートスティックのことである。

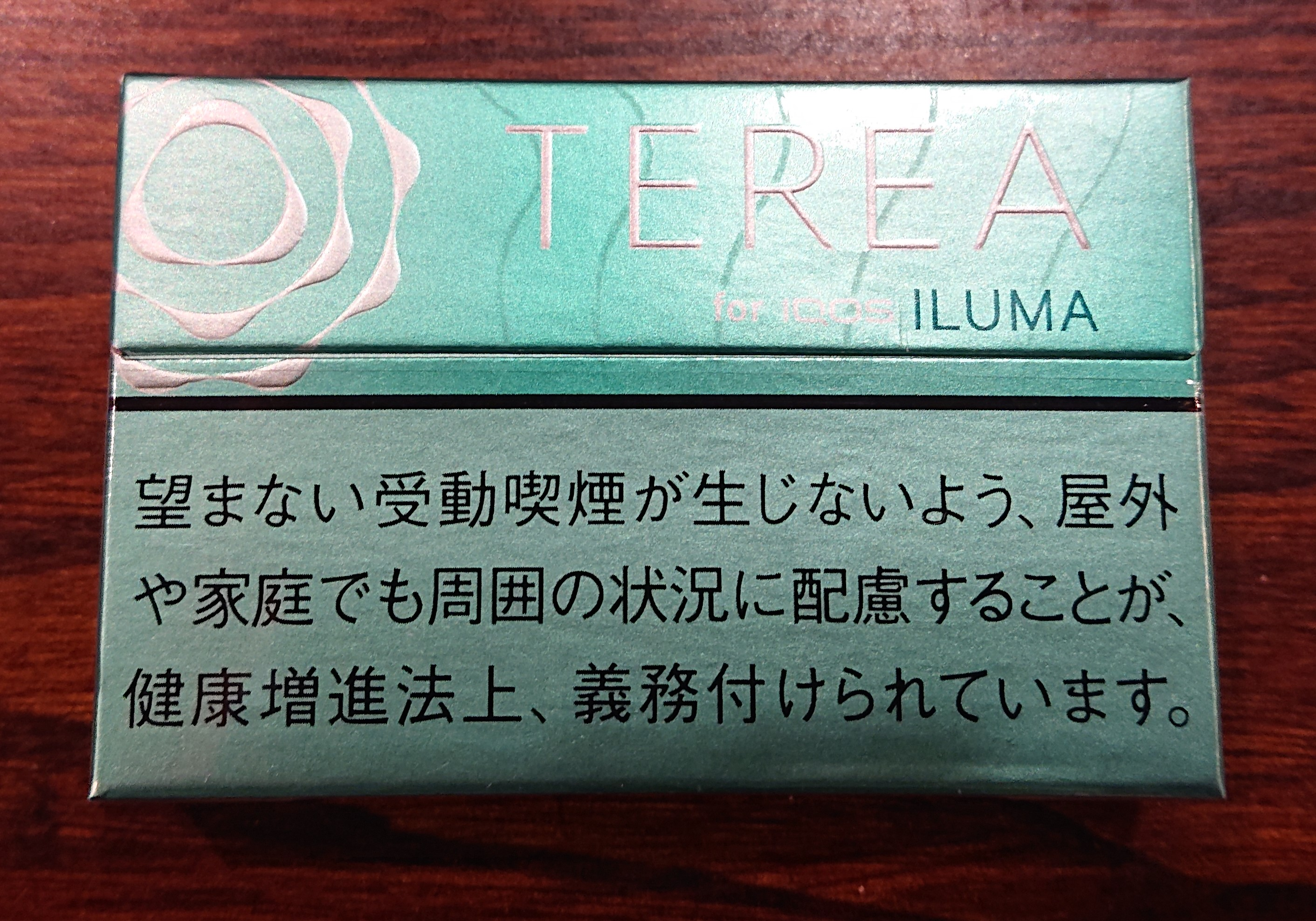
TEREAヒートスティック

## 概要
2021年8月18日、「アイコス イルマ」と「アイコス イルマ プライム」用のヒートスティックとして発売が開始された。従来のIQOS用のヒートスティックと異なり加熱ブレードを廃した代わりに、専用タバコスティックの内部に金属片を仕込むことで、中心加熱式を維持しながらメンテナンスフリーを実現している。フレーバーは、「レギュラー」、「メンソール」、「フレーバー系メンソール」、「フレーバー系レギュラー」の4カテゴリーで展開されている。2023年2月に発売された「テリア　オアシス　パール」はIQOSのヒートスティックで初のカプセルを搭載した製品となった。

## スマートコア・インダクション・システム
スマートコア・インダクション・システムとは、TEREAとSENTIAが採用しているヒートスティックの加熱技術のこと。アイコス3DUOまでのIQOSシリーズで使われていたヒートスティックである「マールボロ・ヒートスティック」、「ヒーツ」で必要であった本体の加熱ブレードがなくなりブレードレスとなり、ヒートスティックに金属片（誘導体）が組み込まれている。本体の磁気モジュールとヒートスティックの金属製の誘熱体により電磁誘導で過熱を行う。ヒートスティックの両サイドにフィルターがついているため、タバコの葉が本体にこぼれずメンテナンスフリーとなっている。

## 歴史
- 2021年
  - 8月18日、「IQOSストア」や「IQOS ILUMA Lab渋谷」で販売開始[2]。
  - 9月2日、「IQOSショップ」や「IQOSコーナー」、コンビニエンスストア含む全国のタバコ取扱店でも販売が開始[2]。
  - 11月1日、「テリア フュージョン メンソール」追加。ヒートスティックは全12種目となる[7]。
- 2022年
  - 2月7日、フレーバー系メンソール「テリア ブラック パープル メンソール」追加。全13種目となる[8]。
  - 6月13日、フレーバー系メンソール「テリア ブラック イエロー メンソール」追加。全14種目となる[9][10]。
  - 8月18日、フレーバー系レギュラーの「テリア ルビー レギュラー」が発売された[11]。既存の「レギュラー」、「メンソール」、「フレーバー系メンソール」カテゴリーに加え、新たに「フレーバー系レギュラー」が追加され、4カテゴリー展開となり、発売種も15種類となった[11]。
  - 11月28日、「テリア ウォーム レギュラー」追加。ヒートスティックは全16種類となった[12]。
- 2023年
  - 1月23日、「テリア　ボールド　レギュラー」を追加、ヒートスティックは全17種類となった[4][13]。
  - 2月6日、「テリア　オアシス　パール」を追加[4]。初のカプセルを搭載した製品であり、フィルター部分のカプセルをつぶすことで、爽快メンソールにさらに広がるトロピカルでジューシーな香りが楽しめる[4][13]。ヒートスティックは全18種類[4][13]。
  - 4月27日、「テリア サン パール」追加[14][15]。テリア2種類目のカプセル入りフレーバー系メンソール[15]。ヒートスティックは全19種類[15]。
  - 6月12日、「テリア ブラック トロピカル メンソール」追加[16][17][18]。すでに発売されている「テリア トロピカル メンソール」のマンゴーの香りと、「テリア ブラック・メンソール」の強いメンソールが組み合わさったような味わいとなる[18]。フレーバー系メンソールでヒートテックは全20種類となった[16][17][18]。
  - 8月21日、「テリア ブラック ルビー メンソール」を追加[19][20]。ラズベリーが香るフレーバー系メンソールでヒートスティックは全21種類となった[19][20]。
  - 9月14日、好評につき、予測を超えた数量の販売が続いたため、「テリア サン パール」販売中止[21]。
  - 12月18日、「テリア　ボールド　レギュラー」の販売終了[22]。テリアシリーズでは初めての販売終了となり、発売から1年たたずの販売終了であった。これによりテリアのヒートスティックは全20種類となった[22]。
- 2024年
  - 2月5日、一部地域店舗でのみで店舗販売されていた「テリア オアシス パール」が、全国のコンビニエンスストア及びたばこ販売店にて販売を拡大[23]。
  - 5月13日、IQOSオンラインストアとIQOSストアでのみで販売され、予想を超えた販売数のため、2023年9月に販売中止となっていた「テリア サン パール」が再販し、全国のコンビニエンスストア及びたばこ販売店にて販売を拡大[24]。
  - 8月28日、IQOSオンラインストアおよび全国7か所のIQOSストアで「テリア ハイブリッド パール グリーン フルーツ」と「テリア ハイブリッド パール スムース ミント」発売[25]。両銘柄ともテリアシリーズ初のカプセル搭載のレギュラータイプ[25]。ヒートスティックは全22種類となった[25]。
  - 9月2日、「テリア ハイブリッド パール グリーン フルーツ」、「テリア ハイブリッド パール スムース ミント」全国発売[25]。
  - 10月28日、「テリア　ブラック　サンシャイン　メンソール」を発売[26]。突き抜ける爽快メンソール×柑橘系・フローラルの香りでヒートスティックは全23種類となった[26]。
- 2025年
  - 1月9日、「テリア リビエラ パール」発売[27][28]。カプセル入りメンソールタイプとして3銘柄目[27]。「弾ける、甘く爽やかなフローラルの香味」でヒートスティックは全24種類となった[27][28]。
  - 1月下旬、「テリア ブラック トロピカル メンソール」販売終了[29]。ヒートスティックは全23種類になった[29]。
  - 4月15日、「テリア シャイン パール」発売[30]。カプセル搭載のメンソール製品として4銘柄目[30]。「弾ける、芳醇でフルーティな香り」で、マスカットの香りが特徴[30]。ヒートスティックは全24種類になった[30]。
  - 5月中旬、「テリア ハイブリッド パール グリーン フルーツ」、「テリア ハイブリッド パール スムース ミント」販売終了[31]。ヒートスティックは全22種類になった。
  - 8月4日、「テリア ブラック フューシャ メンソール」発売[32]。ヒートスティックは全23種類になった[32]。